# Josef Bendel
Josef Bendel (10. října 1846 Růžová – 27. ledna 1915 Vídeň) byl rakouský a český pedagog, spisovatel a politik německé národnosti, na přelomu 19. a 20. století poslanec Českého zemského sněmu a Říšské rady.

## Biografie
Vystudoval gymnázium v Litoměřicích a pak Karlo-Ferdinandovu univerzitu v Praze. Profesí byl pedagogem. V letech 1870–1872 (podle jiného zdroje od roku 1872) vyučoval na německém gymnáziu v Prachaticích. Prostředí Šumavy, její historie, legend a lidových hrdinů pak hrálo významnou roli i v jeho literární tvorbě. Kromě toho publikoval i básně. Krátce učil ve Znojmě a od roku 1879 působil jako profesor na německém gymnáziu na Malé Straně v Praze (vyučoval zde němčinu, latinu a starořečtinu), od roku 1900 ve Vídni.
V 80. letech 19. století se zapojil i do zemské politiky. Ve doplňovacích volbách roku 1885 byl zvolen na Český zemský sněm za městskou kurii (obvod Frýdlant – Chrastava). V témže obvodu obhájil mandát i v řádných volbách v roce 1889. Na sněm se ještě vrátil v doplňovacích volbách v prosinci 1899, nyní za městskou kurii, obvod Rokytnice, Jilemnice.
Dlouhodobě zasedal v Říšské radě (celostátní zákonodárný sbor). Poprvé do ní byl zvolen ve volbách roku 1885 za městskou kurii, obvod Jablonec, Hodkovice nad Mohelkou atd. Obhájil zde mandát ve volbách roku 1891 a volbách roku 1897. Ve volbách roku 1901 zvolen nebyl, ale do vídeňského parlamentu nastoupil po doplňovací volbě roku 1903. Slib složil 19. června 1903. Nyní zastupoval městskou kurii, moravský obvod Znojmo, Dačice, Jemnice atd. Zvolen byl i v řádných volbách roku 1907, tentokrát za německý volební obvod Morava 06.
Patřil mezi německé liberály (takzvaná Ústavní strana). Po volbách roku 1885 patřil do klubu Sjednocené levice, do kterého se spojilo několik ústavověrných proudů německých liberálů. Po rozpadu Sjednocené levice přešel do frakce Německý klub. V roce 1890 se uvádí jako poslanec obnoveného klubu německých liberálů, nyní oficiálně nazývaného Sjednocená německá levice. Ve volbách roku 1891 byl na Říšskou radu zvolen opět jako kandidát klubu Sjednocená německá levice. Ve volbách roku 1897 byl uváděn coby člen Německé pokrokové strany. I v roce 1906 je uváděn coby člen Německé pokrokové strany. Po volbách roku 1907 zasedl v parlamentu do klubu Německý národní svaz (Deutscher Nationalverband), do kterého se spojilo několik liberálních a nacionálních stran včetně Německé pokrokové strany.
V roce 1906 se stal čestným občanem Českých Budějovic. Angažoval se ve starokatolické církvi v Rakousku-Uhersku. Byl aktivní v německém spolkovém životě v Praze. Zasedal ve výboru spisovatelského a uměleckého spolku Concordia. Zemřel v lednu 1915 ve Vídni, kde v posledních letech pobýval.